# Nuevo Sinaí
Nuevo Sinaí är en ort i Mexiko.   Den ligger i kommunen Chicomuselo och delstaten Chiapas, i den sydöstra delen av landet, 800 km sydost om huvudstaden Mexico City. Nuevo Sinaí ligger 670 meter över havet och antalet invånare är 136.
Terrängen runt Nuevo Sinaí är varierad. Runt Nuevo Sinaí är det ganska tätbefolkat, med 111 invånare per kvadratkilometer. Närmaste större samhälle är Frontera Comalapa, 19,6 km öster om Nuevo Sinaí. I omgivningarna runt Nuevo Sinaí växer huvudsakligen savannskog.